# Pfarrkirche Unterwart

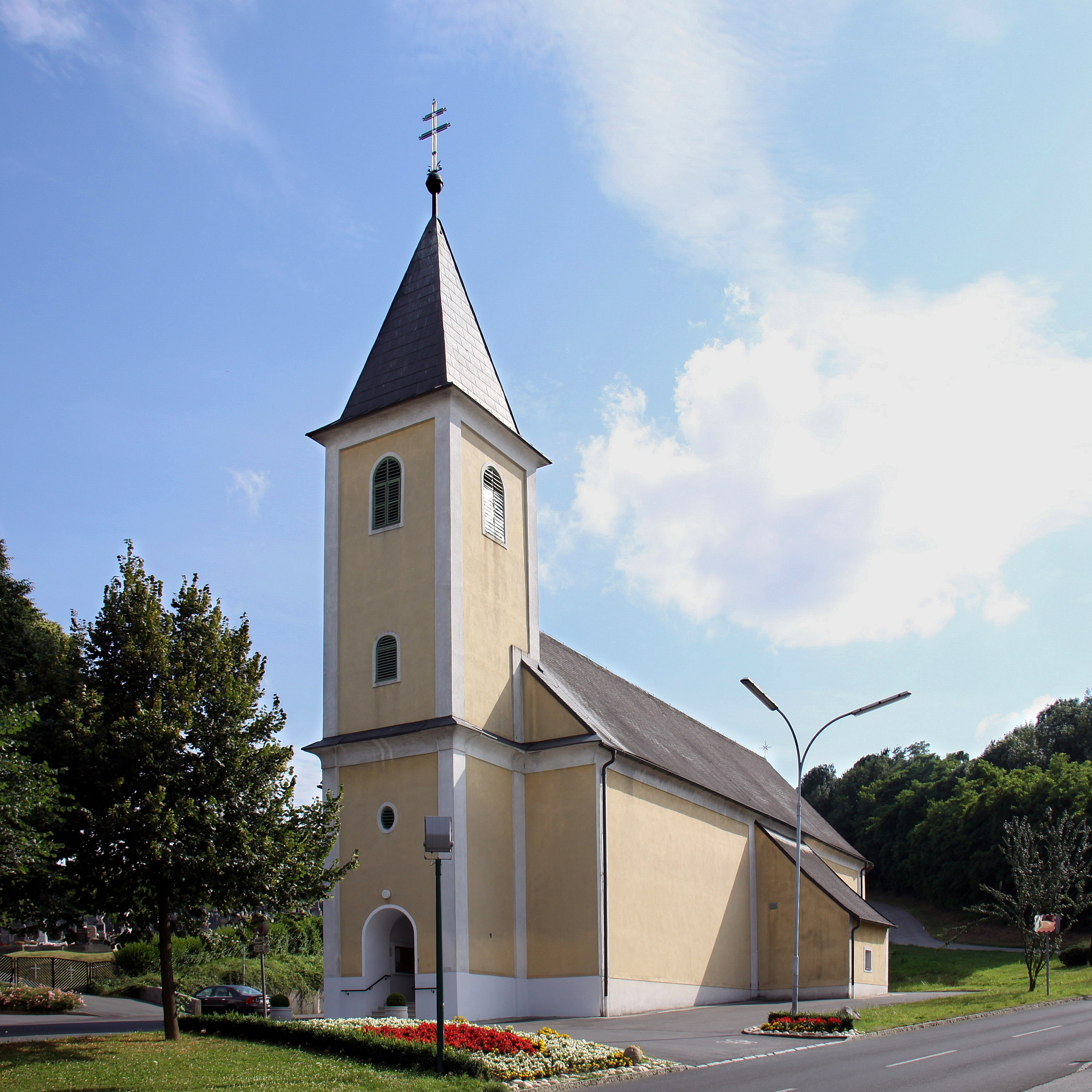
Pfarrkirche Unterwart

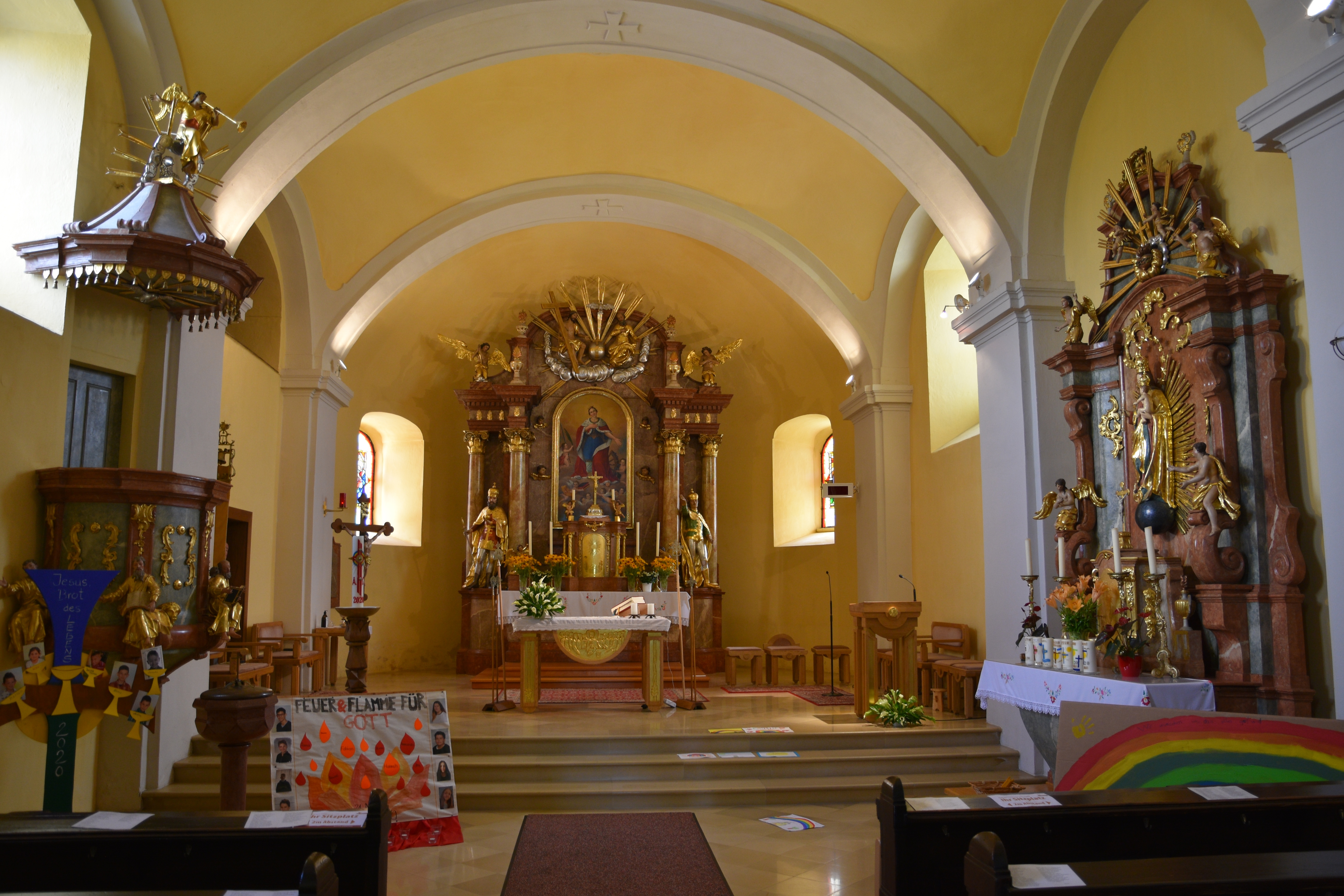
Innenansicht der Pfarrkirche

Die römisch-katholische Pfarrkirche Unterwart steht in erhöhter Lage am südlichen Ortsrand der Gemeinde Unterwart im Bezirk Oberwart im Burgenland. Sie ist der heiligen Katharina geweiht und liegt im Dekanat Pinkafeld. Die Kirche steht unter Denkmalschutz (Listeneintrag).

## Geschichte
Die Kirche stammt eventuell bereits aus vorreformatorischer Zeit. 1797 wurde die Kirche aus der Pfarre Oberwart ausgegliedert und 1804 zur eigenständigen Pfarre erhoben. 1976 erfolgte eine Außenrestaurierung.

## Kirchenbau
Die Kirche ist ein kleiner Bau mit langem Schiff und halbrunder Apsis. Im Osten schließt ein Turm mit Pyramidenhelm an. Über dem 1767 erbauten, westlichen Teil des Kirchenschiffes, ist Tonnengewölbe mit Stichkappen. 1869 wurde der Bau um zwei platzlgewölbte Joche sowie die Apsis erweitert. An der Nordseite des Chores ist die kleine alte Sakristei angebaut, im Süden ein jüngerer zweigeschoßiger Sakristeianbau mit platzlgewölbten Oratorium in Obergeschoß.

## Ausstattung
Der Hochaltar entstand 1869 in neobarocken Formen. Zwischen zwei Säulenpaaren stehen Figuren der heiligen Könige Stephan und Emmerich. Das Altarbild zeigt die heilige Katharina.
Der Seitenaltar ist ein einfacher Rokoko-Altar aus der Zeit um 1770. Der Tabernakel entstand 1869, das Bild der Kreuzaufrichtung um 1900.
Die Kanzel wurde um 1770 geschaffen – am Korb sind Sitzfiguren der vier Evangelisten dargestellt, eventuell ein Werk von Nikolaus Minich. Der Schalldeckel ist mit Posaunenengel von 1870 verziert. Die Orgel aus 1902 wurde von Peppert Sandor gefertigt.